# Poekilopleuron
Poekilopleuron là một chi khủng long, được Eudes-Deslongchamps mô tả khoa học năm 1838.